# Solenopsis insinuans
Solenopsis insinuans är en myrart som beskrevs av Santschi 1933. Solenopsis insinuans ingår i släktet eldmyror, och familjen myror. Inga underarter finns listade i Catalogue of Life.